# Sande Zeig
Sande Zeig é uma cineasta estadunidense. Foi companheira da escritora francesa Monique Wittig.

## Biografia
Sande Zeig nasceu em Nova York e estudou teatro em Wisconsin e Paris. Em 1975, Zeig vivia em Paris, estudando mímica e ensinando caratê quando conheceu a escritora Monique Wittig. O filme The Girl (2000) de Zeig é baseado num conto de Wittig. Zeig fundou uma distribuidora de filmes em Nova York, a Artistic License.

## Filmografia
- Central Park (1994)
- The Girl (2000)